# ウルグアイ戦争
ウルグアイ戦争（ウルグアイせんそう、スペイン語: Guerra del Uruguay、ポルトガル語: Guerra do Uruguai。1864年10月10日-1865年2月20日）は、ウルグアイの与党ブランコ党と、ブラジル帝国及びウルグアイのコロラド党の同盟との間の戦争。アルゼンチンは秘密裏に同盟側を支持した。ウルグアイでは独立以来、コロラド党とブランコ党の紛争が断続的に続いており、1863年にはコロラド党首ベナンシオ・フローレスが解放十字軍をおこして、コロラド＝ブランコ連立政府（「フシオニスタ」（fusionista、「融合派」の意味））のベルナルド・ベロ大統領を失脚させようとした。アルゼンチン大統領バルトロメ・ミトレはフローレスに補給、志願兵、河川での兵員輸送などの援助を提供した。
コロラド党が連立から離脱してフローレスと合流すると、フシオニスタ運動は崩壊した。ウルグアイ内戦はすぐに国際危機に発展し、地域を一気に不安定にした。フシオニスタ政府内のブランコ党員はコロラド党の反乱以前でも、パラグアイの独裁者フランシスコ・ソラーノ・ロペスとの同盟を模索したことがあった。コロラド党の離脱によりブランコ党が単独与党になると、ミトレとその統一党に反対するアルゼンチンの連邦党はブランコ党の政府を支持した。ブラジル帝国も紛争に巻き込まれたことで、情勢がさらに悪化した。ウルグアイでは国民の5分の1がブラジル人とされ、その一部ではブランコ党政府の政策が自身に不利であるとして、フローレスの反乱に参加する動きがあった。やがて、ブラジルは南部国境の安定化、並びに地域における優勢を維持するために介入を決定した。
1864年4月、ブラジルは全権委員のジョゼ・アントニオ・サライヴァを派遣して、ベロの後任であるアタナシオ・アギレと交渉した。最初、サライヴァはブランコ党とコロラド党の紛争を解決しようとした。しかし、アギレがフローレスの要求に対して全く妥協しない態度をとったため、サライヴァは諦めてコロラド党に味方した。1864年8月10日、ブラジルの最後通牒が拒絶されると、サライヴァはブラジル軍が報復を開始すると宣言した。しかし、ブラジルが正式な戦争状態にあることを認めなかったため、ブラジルとウルグアイの武装衝突は宣戦布告なき戦争として始まった（ブラジルは1865年1月に宣戦布告した）。
ブラジルとコロラド党の連合軍はブランコ党の拠点を攻撃するためにウルグアイを進軍、各地の町を次々と落とした。やがて、ブランコ党は首都モンテビデオで孤立した。敗北が確実になったため、ブランコ党の政府は1865年2月20日に降伏した。この時点ではブラジルとアルゼンチンの大きな成功といえたが、パラグアイがブランコ党を支持して介入、ブラジルとアルゼンチンを攻撃して泥沼の三国同盟戦争に引きずり込んだ。

## ウルグアイ内戦

### ブランコ党とコロラド党の紛争

1864年時点のラプラタ盆地での領土紛争。

南アメリカのウルグアイ東方共和国は1828年の独立以来、ブランコ党とコロラド党の紛争に悩まされてきた。両党は現代で見られるような政党ではなく、相手が政権を支配すると武装反乱を起こす両派である。両党とも現地のカウディーリョの支持をもとに、1830年代に結成された党派である。愛国主義的な感情で結びつけられる一元的なものではなく、それぞれの狭量な政治観に基づいて目的や立場を決めていただけだった。
当時のウルグアイは人口密度が低く、政府も弱体であった。一般市民は情勢に迫られて、現地のカウディーリョ、すなわちコロラド党かブランコ党に属する地主の保護を求めなければならなかった。カウディーリョは同時に配下の労働者（主にガウチョ騎手）を私兵として利用した。両派の間の内戦は苛烈を極め、それもだんだんとエスカレートして土地の奪取、家畜の没収、処刑など数々の手段が用いられた。残虐行為、家族のしがらみ、そして政治上のつながりにより、和解は不可能であった。19世紀後半に大量に移住してきたヨーロッパ人は両派のどちらかに招かれた。両党とも自由派と保守派を擁していたため、新参者の社会観と政治観がどうであっても受け入れることが可能であった。この長年にわたる確執により、広く支持される中央政府の設立が阻まれた。

### 1863年の解放十字軍

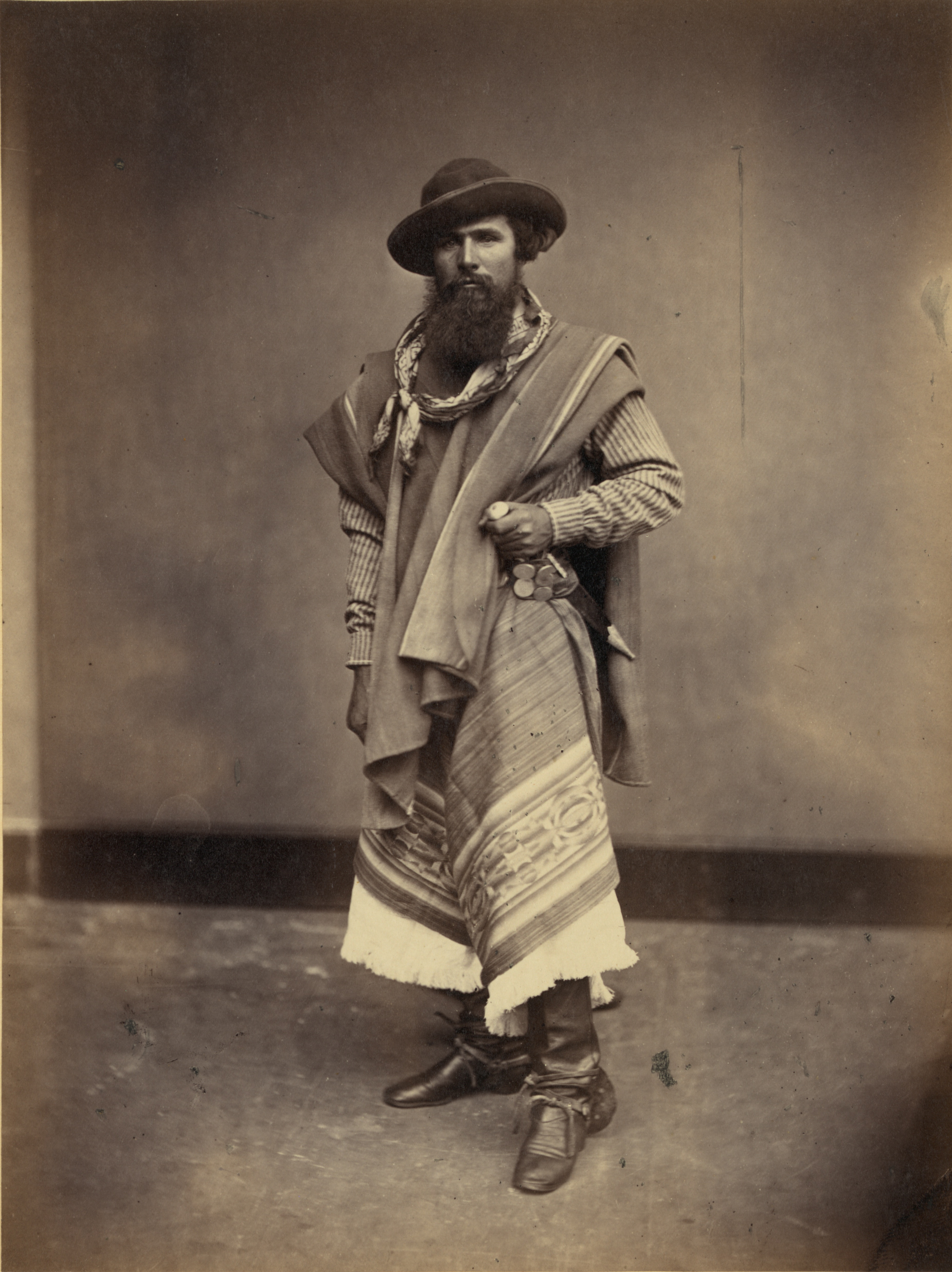
ガウチョ騎手はラプラタ盆地のカウディーリョに私兵として使われた。

1850年代後半、コロラド党とブランコ党の指導層は和解を試みた。両党の多くの人々からの同意を受け、「フシオニスタ」（fusionista、「融合派」の意味）政策がとられ、政府や軍事における協力が始まった。しかし、分裂を癒す試みは1858年にコロラド党の反動派が和解政策を拒否したことで一時挫折した。この反乱はフシオニスタ政府のガブリエル・アントニオ・ペレイラ大統領（在任：1856年 - 1860年、元コロラド党員）に鎮圧され、首謀者たちはネグロ川沿いのパソ・デ・キンテロス（Paso de Quinteros）で処刑された。処刑はさらなる紛争を生んだ。コロラド党はフシオニスタ派がブランコ党に肩入れしていると疑い、「キンテロスの殉教者」の仇討ちを呼び掛けたのであった。
これによりフシオニスタの弱点が露呈したため、コロラド党は党員を政府から追い出すべく動き始めた。コロラド党の指導者ベナンシオ・フローレス准将はカウディーリョであり、初期はフシオニスタを支持したこともあった。彼はこのとき反乱を起こそうとしたが、持続的な反乱を起こすには軍事力が不足していると考え、アルゼンチンの介入を求めた。
アルゼンチンは1852年に独裁者フアン・マヌエル・デ・ロサスが失脚した後、アルゼンチン連合とブエノスアイレス国の主導権争いで分裂していた。フローレスはブエノスアイレスの戦争相バルトロメ・ミトレに接近、コロラド党がブエノスアイレスを支持する代償としてアルゼンチンがモンテビデオ（ウルグアイ首都）のフシオニスタ政府と戦う援助を与えることで合意した。フローレスらコロラド党の軍勢は強い決心をもって戦い、1861年9月17日のパボンの戦いで決定的な役割を果たしてアルゼンチン連合を撃破、アルゼンチンがブエノスアイレス政府の下で再統一された。
ミトレは先の合意通り、1863年5月から6月にかけてアルゼンチン船でコロラド党の民兵、アルゼンチン志願兵、補給品をウルグアイに輸送、アルゼンチン海軍の軍艦でウルグアイ軍艦の介入を避けた。ウルグアイではベルナルド・ベロが大統領に就任しており、フローレスはベロ政府の追放を呼び掛けた。フローレスはベロ政府がブランコ党に肩入れしていると糾弾、自身の反乱を伝統的なコロラド党対ブランコ党の抗争という枠にはめ、「解放十字軍」と呼んだ。農村部のコロラド党員は呼び掛けに呼応して反乱軍に加わった。

## 国際危機

### パラグアイとブランコ党の同盟

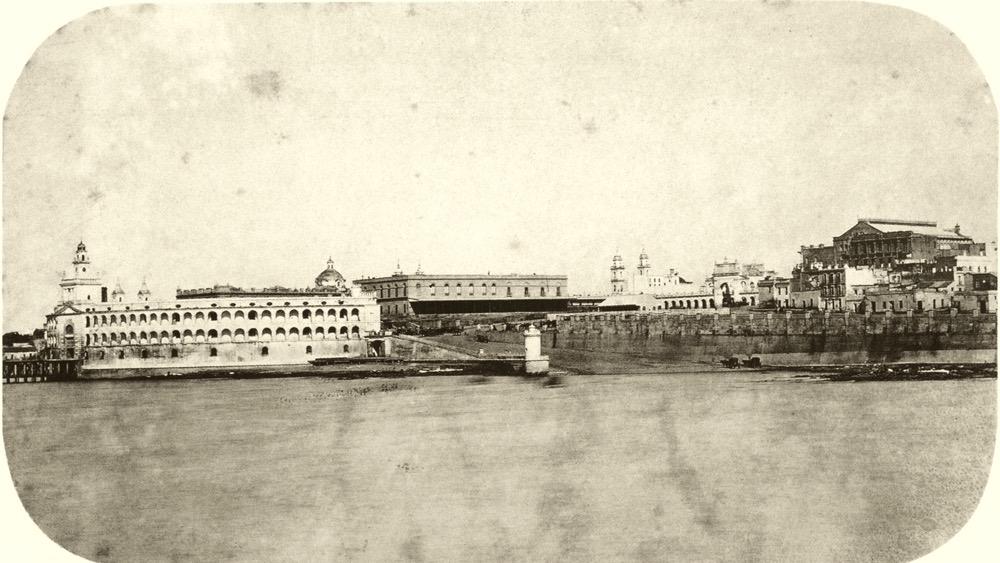
アルゼンチン首都ブエノスアイレス、1864年。

コロラド党はフローレスの反乱軍に加わったが、国民衛兵は引き続きフシオニスタ政府を支持した。国民衛兵の空きはブランコ党が補填し、フローレスへの寝返りで減った士官も補充された。ブランコ党はアルゼンチン連邦党党員からの支援を受けた。ウルグアイと同じく、アルゼンチンでも党派間闘争が長らく続いており、直近のパボンの戦いでバルトロメ・ミトレ率いる統一党がフスト・ホセ・デ・ウルキーサ率いる連邦党に勝利したばかりだった。ミトレは公的にはフローレスの反乱への関与を否認したが、彼の肩入れは公然の秘密となっていた。
アルゼンチンとウルグアイの関係が悪化し、宣戦布告寸前まで緊張が高まったが、両国とも戦争を行う余力はなかった。アルゼンチンでは長きにわたる内戦が終結したばかりであり、西部のラ・リオハ州の連邦党反乱を鎮圧する必要があった。ウルグアイは軍事的に弱体すぎて一国で戦争に挑めなかった。
1862年以来、ブランコ党は独裁者カルロス・アントニオ・ロペスの統治するパラグアイに繰り返し同盟を申し入れ、ラプラタ盆地における利益を共同で増やそうとした。ロペスが1862年に死去すると、息子のフランシスコ・ソラーノ・ロペスがパラグアイ独裁者の地位を引き継いだ。先代は動きを制限する同盟を避けたが、息子のロペスはブランコ党の提案に前向きだった。彼はアルゼンチンがウルグアイとパラグアイを併合してスペイン植民地時代のリオ・デ・ラ・プラタ副王領を再建しようとしていると信じていた。ソラーノ・ロペスは1855年までには同じような考えを示しており、ウルグアイの作家アンドレス・ラマスに「（旧副王領の）再建という思想はアルゼンチン人の霊魂にあり、その結果、パラグアイのみが監視しなければならないのではなく、あなたの国、（ウルグアイ）東方共和国もわが国と仲良くやっていき、万一の場合に備える必要がある」と述べた。1863年末、ソラーノ・ロペスはパラグアイ軍を動員し、アルゼンチン連邦党のウルキーサとも交渉して、提案中のパラグアイ＝ウルグアイ同盟に加入させようとした。

### ブラジルと内戦
ラプラタ盆地に重大な利益を有するブラジル帝国はウルグアイの情勢に注目していた。ロサスが1852年に失脚すると、ブラジルは地域大国になった。ブラジルの外交政策は自国の勢力を維持すべく、ウルグアイとアルゼンチンの野党を秘密裏に支援して、強い政府が現れることを防ぐことだった。ブラジルの銀行や商社もラプラタ盆地に進出していた。ウルグアイでは商業がイリネウ・イヴァンジェリシュタ・デ・ソウサ（マウア男爵、後に子爵）の銀行に依存しすぎて、経済が回り続けるにはこの資本移動が不可欠だった。

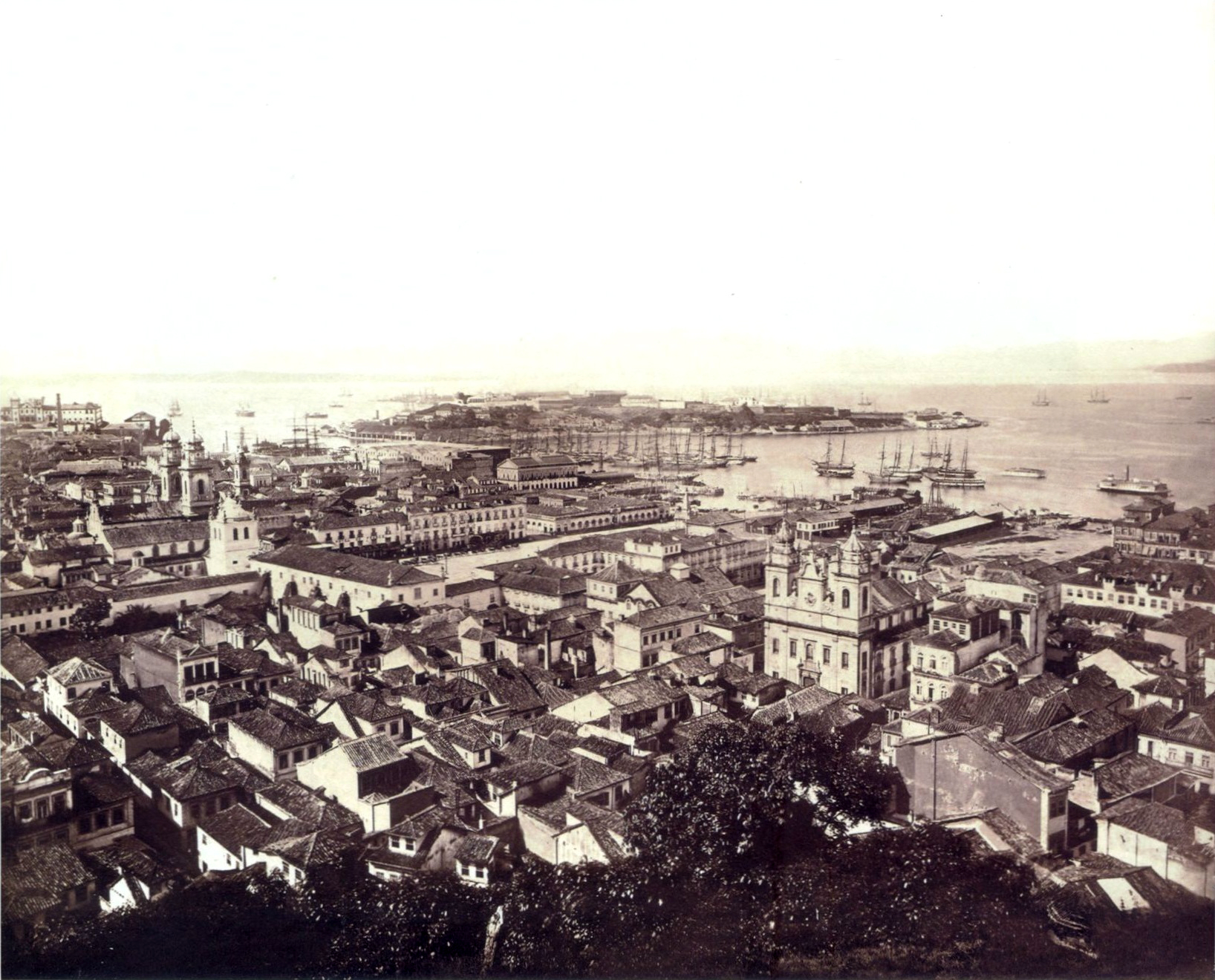
ブラジル帝国の首都リオデジャネイロ、1865年頃。

ウルグアイの人口22万人のうち、約18%（4万人）がポルトガル語を話し、自身をウルグアイ人ではなくブラジル人であると自認していた。フローレスの反乱軍にはブラジル人も多く、一部は近隣のリオグランデ・ド・スル州から集まった者であった。リオグランデ・ド・スルとウルグアイの国境線付近での生活は混乱に満ちたものであり、家畜業成功者、牛泥棒(en:Cattle raiding)などの乱闘が多く、無差別殺人まで発生していた。国境付近の大地主はベロの政策に長らく反対していた。というのも、ベロはリオグランデ・ド・スルから輸入された牛に税金をかけようとしたからであった。また、奴隷制度はウルグアイで長らく違法化されていたが、ブラジルから奴隷を持ち込む者が後を絶たなかったため、ベロはこれを止めようとした。
ブラジル側の地主はダヴィド・カナバロとアントニオ・デ・ソウサ・ネトがフローレスに味方しており、1835年から1845年までのファラーポス戦争では分離派に味方した。フロンティアの軍人であったカナバロはブラジル人がフローレスの反乱軍に参加するために越境していることを否認し、ブラジル政府が誤解する原因を作った。ソウサ・ネトはリオデジャネイロまで出向いて、ウルグアイ人が殺害され、農場が略奪されていると訴えてブラジル政府のウルグアイ介入を要求した。歴史家のフィリップ・レインは「ウルグアイ市民にもブラジルに対し、ブラジル人がウルグアイに対する主張と同等に正当な主張を有する、という事実が無視された」と述べた。ソウサ・ネトはブラジル与党に伝手をもっていたが、彼の軍勢4万を組織してウルグアイに侵攻できるなどの主張は全く本気に検討されなかった。また、ちょうど同時期に無関係な理由でイギリス帝国との全面戦争直前という危機にも直面していた。結局、ブラジル政府はイギリスとの戦争直前という情勢では弱みを示せないと考え、ウルグアイ介入を決定した。また、国境のブラジル人牧場主に主導権を握られるより、中央政府が進んで主導したほうが良いとも考えた。

## 初期の戦闘

### ブラジルの最後通牒

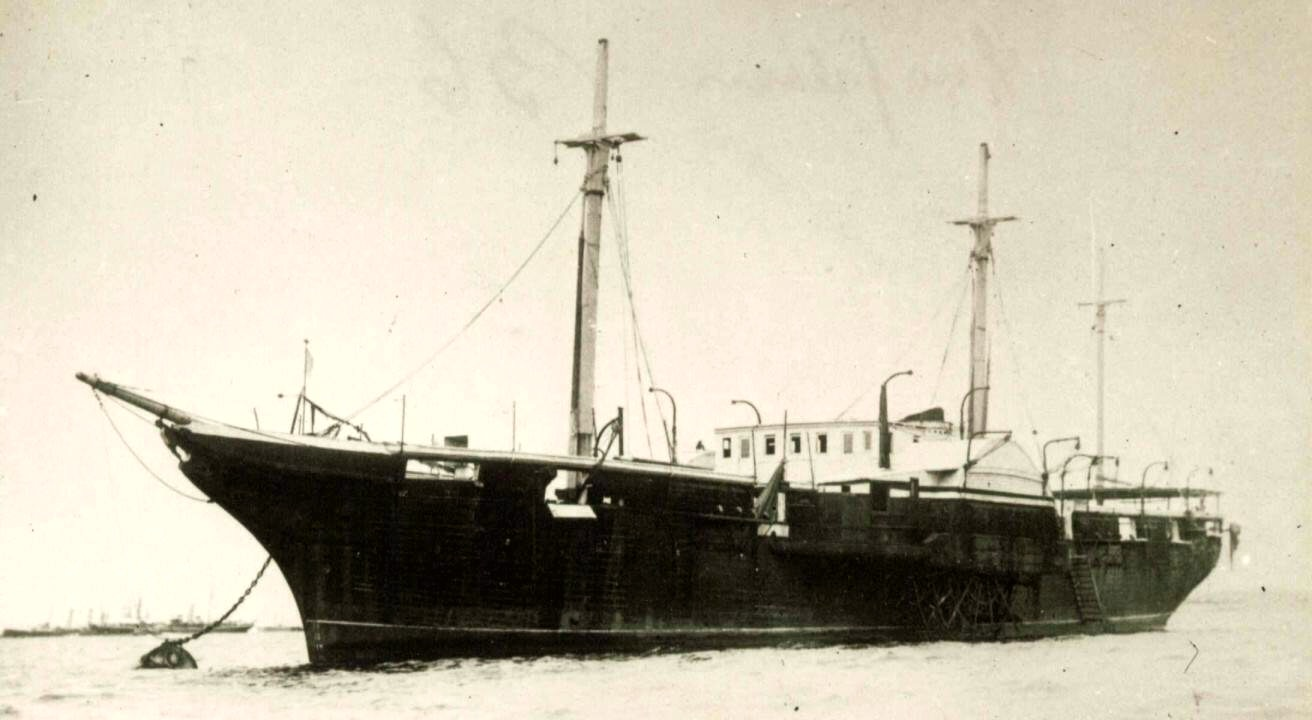
ブラジルの蒸気フリゲートアマゾナスはウルグアイ戦争に参戦した。

1864年3月1日、ベロの大統領任期が終わりを告げた。内戦の最中だったため選挙はできず、ウルグアイ上院議長でアマポラス（Amapolas、ブランコ党急進派）の一員だったアタナシオ・アギレが暫定大統領に就任した。4月、ジョゼ・アントニオ・サライヴァがブラジル政府から全権委員に任命され、ブラジルの主張を認めさせつつ、ブラジル国民の安全を確保する協定を締結するよう命令された。しかし、ウルグアイがブラジルとの問題を解決するには安定した政権が必要だったため、サライヴァはまず内戦中の両党を和解させようとした。
モンテビデオのアギレ政府は最初サライヴァの提案を受け入れたくなかった。パラグアイの支援がある以上、内戦終結もブラジルの要求の受け入れも利点が少なかった。その理由は、歴史家のジェフリー・D・ニーデル（Jeffrey D. Needell）によると、「ウルグアイ大統領はこれら（の問題）を解決したくなかった。というのも、問題となっている、不満を抱いているブラジル人はアルゼンチンの傀儡かつ自身の打倒をもくろんでいるベナンシオ・フローレスの同盟者であるからだった」。また、植民地時代のスペイン・ポルトガル間の長期間にわたる不信がそのままイスパノアメリカとブラジルの敵意に発展していた。その結果、ブラジルとウルグアイはお互いを嫌った。ロバート・ボンタイン・カニンガム・グレアムが述べたように、「ブラジル人はウルグアイ人を血に飢えた野蛮人とこき下ろし、ウルグアイ人は返しとしてブラジル人の戦争を望まない態度をばかにし、ブラジル人が混血であることを軽蔑した」。
やがて、1864年7月にはサライヴァの根強い外交努力が結実して、ウルグアイ政府はアルゼンチン外相ルフィーノ・デ・エリサルデ、イギリス駐ブエノスアイレス弁理公使エドワード・ソーントン、そしてサライヴァ自身を調停役とした交渉を行うことに同意した。最初は交渉が順調であったが、すぐに行き詰った。8月4日、モンテビデオ政府に問題を解決するつもりがないと怒ったサライヴァは最後通牒を発したが、ウルグアイに拒否された。8月10日、サライヴァはブラジル軍が報復を行うよう指令を受けるだろうとアギレに通告し、ここに戦争が勃発した。

### コロラド党の反乱軍との同盟
ジョアキン・マルケス・リスボン中将（タマンダレ男爵）の命令に基づき、ブラジル艦隊がウルグアイ領海で待機していた。ブラジル艦隊はフリゲート1隻、コルベット6隻、砲艦5隻の蒸気船合計12隻だった。1864年8月11日、タマンダレ男爵は戦争におけるブラジル陸軍と海軍の総指揮官として、サライヴァからの指令を受けて報復攻撃を開始した。ブラジル艦隊はサルト、パイサンドゥー、マルドナドに派遣され、名目上の目的を「ブラジル国民の保護」とした。一方、ウルグアイが有した軍艦はいずれも小型蒸気船のビリャ・デル・サルト（Villa del Salto）とヘネラル・アルティーガス（General Artigas）であり、ブラジル艦隊はこの2隻を無害化しようとした。タマンダレはこれら2隻にドックに残るよう要求したが、ヘネラル・アルティーガスだけが従った。

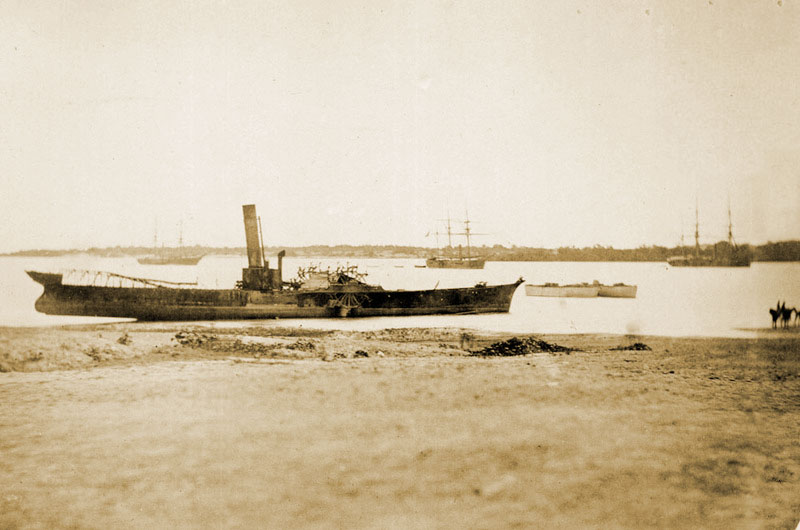
座礁し、乗員が火を放った後のウルグアイ蒸気船「ビリャ・デル・サルト (Villa del Salto)」

タマンダレはフランシスコ・ペレイラ・ピント（後にイヴィニェイマ男爵）率いる、コルベット2隻と砲艦1隻で構成された小艦隊をラプラタ川の支流でラプラタ盆地にあるウルグアイ川に派遣した。8月24日、ペレイラ・ピントはコロラド党と戦うために兵員を輸送しているビリャ・デル・サルトを発見した。ビリャ・デル・サルトは威嚇射撃と降伏勧告を無視してアルゼンチン水域まで必死に逃走した。この小競り合いにより、ウルグアイ政府は8月30日にブラジルとの国交を断絶した。9月7日、ペレイラ・ピントは再びビリャ・デル・サルトに遭遇した。今度はビリャ・デル・サルトがサルトからパイサンドゥーに向かっている途中であり、やはりアルゼンチン水域への逃走を試みた。ブラジルのコルベット2隻はすぐさまに攻撃を仕掛けた。結果はビリャ・デル・サルトがパイサンドゥー近くで座礁、ブラジルに拿捕されることを防ぐために焼かれた。一方、ヘネラル・アルティーガスはブラジルに拿捕されるのを防ぐために売却された。
それまで成果を出せなかったフローレスにとって、ブラジルの対ブランコ党軍事行動は二度と訪れない好機だった。彼はすぐにサライヴァと交渉して、ブランコ党の政府に拒否されたブラジルの主張を承認してブラジル政府を味方につけた。サライヴァはタマンダレにフローレスとの連合攻勢を仕掛けるよう命じ、ブランコ党政府の転覆をもくろんだ。10月20日、フローレスとタマンダレは秘密裏に同盟を締結した。

## コロラド党＝ブラジル連合軍の攻勢

### ウルグアイの町の包囲

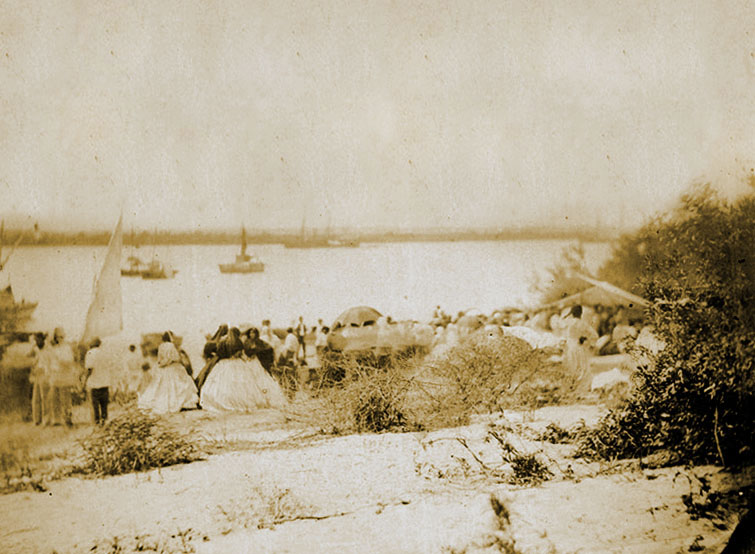
パイサンドゥーから離れる市民、1864年。

ウルグアイにいたブラジル艦隊は本来ならばブラジル陸軍と合同して行動する予定だった。しかし、数か月が経過して、リオグランデ・ド・スルのピライ・グランデ（Piraí Grande）に駐留していた「監視師団」（Divisão de Observação）は最後通牒ののち「南方軍」（Exército do Sul）に改名した後でもウルグアイ国境を越える準備が一向に整わなかった。この陸軍の目的はパイサンドゥー、サルト、メロを占領して、フローレスらコロラド党に引き渡すことだった。
10月12日、ジョゼ・ルイス・メナ・バレット准将率いる旅団が本軍から分離、2日後にはブラジル領ジャグアラン近くからウルグアイのセロ・ラルゴ県に侵攻した。小競り合いを仕掛けてもブラジル軍の進軍が止まらないのを見ると、ブランコ党は県都メロを放棄、バレットの旅団は10月16日に無抵抗にメロに入城した。メロをコロラド党に引き渡すと、バレットの旅団は10月24日に撤退、南方軍と合流した。次の標的はサルトだった。ペレイラ・ピントがジョアキン・ジョゼ・ピント中尉（Joaquim José Pinto）率いる砲艦2隻をサルトの海上封鎖に派遣した後、フローレスは11月24日に到着してサルト包囲戦を開始した。ウルグアイ駐留軍の指揮官ホセ・パロメケ大佐（José Palomeque）はほぼ無抵抗で11月28日の午後に降伏した。フローレスは大砲4門を鹵獲、250人を捕虜にした。サルトの占領軍としてコロラド党の軍勢300人、ブラジル軍150人がサルトに残った。
ブラジルの最後の標的であるパイサンドゥーはすでにペレイラ・ピントに海上封鎖されていた。それまでブエノスアイレスに滞在したタマンダレは12月3日に封鎖を引き継いだ。封鎖はコルベット1隻と砲艦4隻で行われた。レアンドロ・ゴメス大佐率いるパイサンドゥー駐留軍の軍力は兵士1,274人、大砲15門だった。サルトから進軍してきたフローレスは主に騎兵で構成された軍勢3千を率いていた。彼はパイサンドゥーを包囲、歩兵800、大砲7門（うち3門はライフリングつき）、ブラジル派遣軍660人を配備した。ゴメスは降伏勧告をはねつけた。12月6日から8日まで、ブラジル＝コロラド党連合軍はパイサンドゥーの町を強襲して、市街地を進軍することを試みたが、占領に失敗した。結局、タマンダレとフローレスは南方軍の到着を待った。一方、アギレはフアン・サー将軍率いる兵士3千と大砲4門を派遣して包囲を解こうとした。ブラジル＝コロラド党の連合軍は包囲を一時的に解かざるを得なかったが、サーは敵軍に遭遇する前に進軍を放棄して、ネグロ川の北へ逃亡した。

### パイサンドゥー陥落

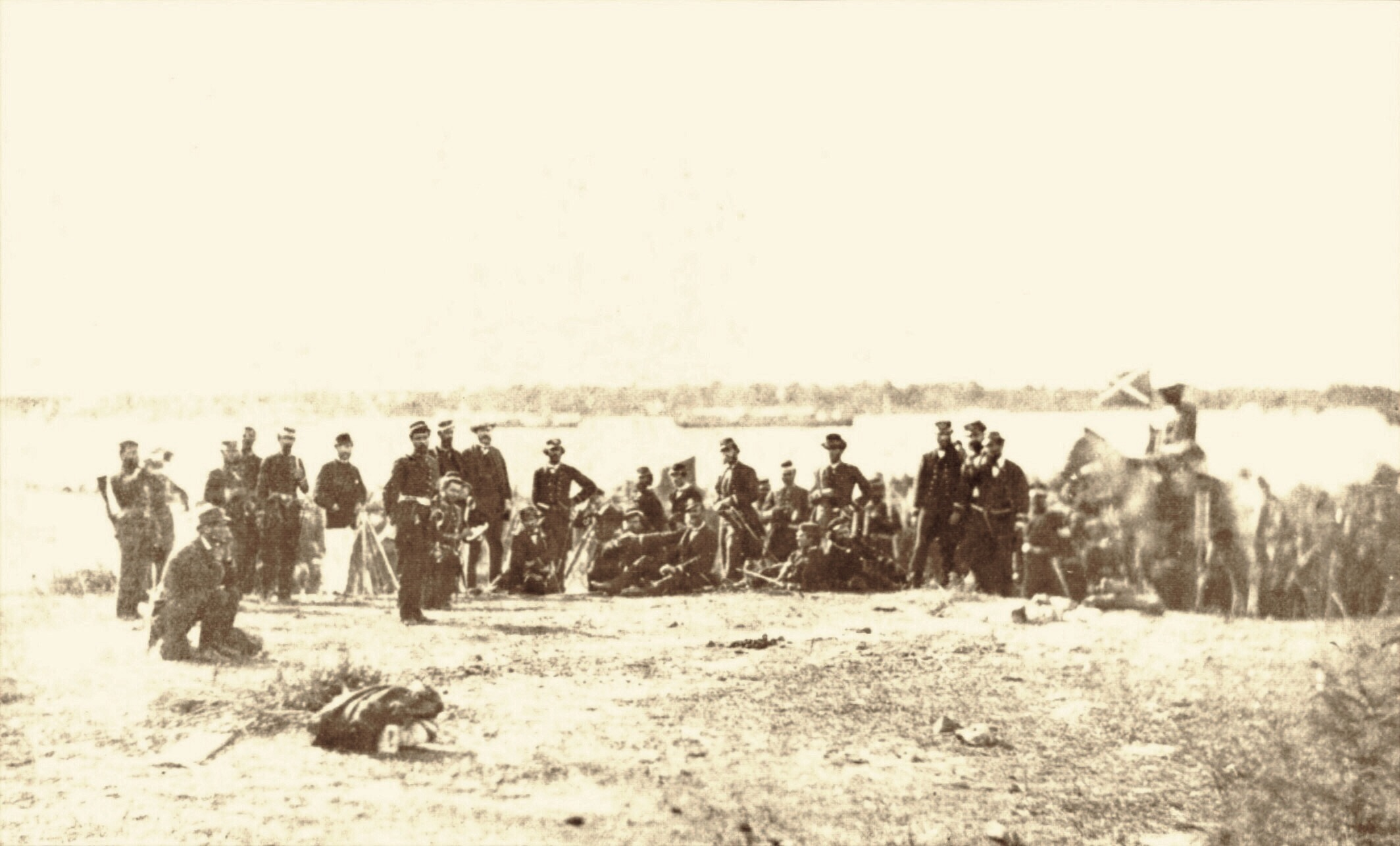
パイサンドゥー包囲戦におけるブラジル海軍と陸軍の部隊、1865年。

ブラジル政府はウルグアイ戦争で武力を誇示しようとしたが、逆に準備が全く整っていないことが露呈した。ピライ・グランデに駐留していた南方軍2個師団はジョアン・プロピシオ・メナ・バレト元帥（後にサン・ガブリエル男爵）が率いていた。マヌエル・ルイス・オソリオ（後にエルヴァル侯爵）率いる第1師団は正規軍で、メロへの攻撃から戻ってきたジョゼ・ルイス・メナ・バレット率いる第2師団は国民衛兵で構成された。合計は5,711人であり、一部士官を除くと全員がリオグランデ・ド・スル出身だった。南方軍は包囲戦に必要な装備が全く足らず、塹壕掘りを指揮できる工兵もおらず、柵を切ったり、ドアを破ったりできる手斧すらなかった。また南方軍が有していた大砲12門（ライット・システムとペクサン砲）も小口径であり、要塞を攻撃するのに適さなかった。
サライヴァがウルグアイに最後通牒を突きつけてからほぼ4か月後の12月1日、南方軍はようやくウルグアイに侵攻した。また、アントニオ・デ・ソウサ・ネト率いる別働隊1,300人（ブラジルのガウチョ騎兵で構成された）も同伴した。こうして、ブラジルの兵士7,011人と台車200台は抵抗に遭わないままウルグアイ領を通過、南西部のパイサンドゥーに向かった。ブランコ党の組織も紀律も乱れたガウチョ部隊はブラジル軍に敵うはずもなく、歴史家のトマス・L・ウィガム（Thomas L. Whigham）はウルグアイのガウチョ部隊には「戦闘の経験はあったが、訓練はなく、装備も一般的なマスケット銃、ボーラ、ファコン・ナイフしかないと不足していた」と述べた。カニンガム・グレアムもウルグアイのガウチョで「火器を有していた者は稀だった。運よく、真ちゅうで取り付けられた長いピストルやフリントロック式らっぱ銃を有していたとしても、一般的には壊れていて使えなかった。一方、彼らは少しの訓練でサーベルやランスを持つ強敵になる。」と述べた。
ジョアン・プロピシオ・メナ・バレトは12月29日に歩兵2個旅団とエミリオ・マレー中佐（後にイタペヴィ男爵）率いる騎兵1個連隊を率いてパイサンドゥーに到着した。南方軍の騎兵はパイサンドゥーから数km離れたところに軍営を設けた。一方、ゴメスはコロラド党捕虜40人とブラジルの捕虜15人を処刑、「血の滴れている頭を塹壕の上、その同胞がよく見えるところに吊るした」。12月31日、ブラジル＝コロラド党の連合軍は攻撃を再開、苦戦したのち1月2日にパイサンドゥーの防御陣地を占領した。ブラジル軍はゴメスを捕虜にしてコロラド党に引き渡した。コロラド党のホセ・グレゴリオ・スアレスはゴメスと士官3人を銃殺した。ウィガムによると、「スアレスの行動は予想外の出来事でもなかった。彼の家族の数人がゴメスのコロラド党に対する怒りの被害者になったからである」という。

## ブランコ党の降伏

### さらなる戦闘

ウルグアイ戦争における南方軍の行動。

パイサンドゥー包囲戦から3週間前の1864年11月12日、パラグアイの独裁者ロペスがブラジルの蒸気船マルケス・デ・オリンダを拿捕したことでパラグアイ戦争が勃発した。南方軍がウルグアイ国境を越えてパイサンドゥーに向かう最中、ブラジル政府はジョゼ・マリア・ダ・シルヴァ・パラーニョス（後にリオ・ブランコ子爵）をサライヴァの後任として派遣した。彼は12月2日にブエノスアイレスに到着、数日後にミトレに対し正式に対ブランコ党同盟を打診した。しかし、ミトレはアルゼンチン政府がフローレスの反乱に関与しておらず、中立に留まるとの立場を崩さす、同盟を断った。12月26日、パラグアイ軍はブラジルのマットグロッソ州に侵攻して荒らしまわり、マットグロッソ戦役を開始した。
情勢が悪化してきたため、ブラジル政府は帝国のほかの地域から部隊を動員した。1865年1月1日、歩兵2個大隊と砲兵1個大隊で構成された1個旅団（リオデジャネイロ州出身の1,700人）が行軍を開始してフライ・ベントスを占領した。パラーニョスはタマンダレとともにフライ・ベントスでフローレスと会談、連合してモンテビデオを攻撃することを決定した。パラグアイ軍がウルグアイまで着くには時間がかかりすぎ、ウルキーサらアルゼンチン連邦党からの救援もないことが明らかだった。孤立しつつあったアギレは1月11日に外国の軍事援助を求めたが、モンテビデオの外交官から色よい返事は得られなかった。バレトは1月14日にブラジル歩兵を率いてフライ・ベントスから出港、モンテビデオ近くのサンタ・ルシア河口近くで上陸した。途中でコロニア・デル・サクラメントを占領して50人を駐留軍として残した。
騎兵と砲兵はオソリオの指揮下に置かれ、陸路からモンテビデオに向かった。オソリオはバレト率いる歩兵と合流した後、モンテビデオに進軍した。1月31日、ブラジル＝コロラド党の連合軍はモンテビデオを包囲した。一方、1月19日にはパラーニョスのブランコ党に対する軍事行動の実態を明らかにしようとした。彼はブエノスアイレスの外交官たちにブラジルとウルグアイの間に戦争状態が存在していると宣言したのであった。それまで、ブラジルの外交官たちは「報復」という語しか用いず、正式な宣戦布告が存在しなかった。

### 停戦

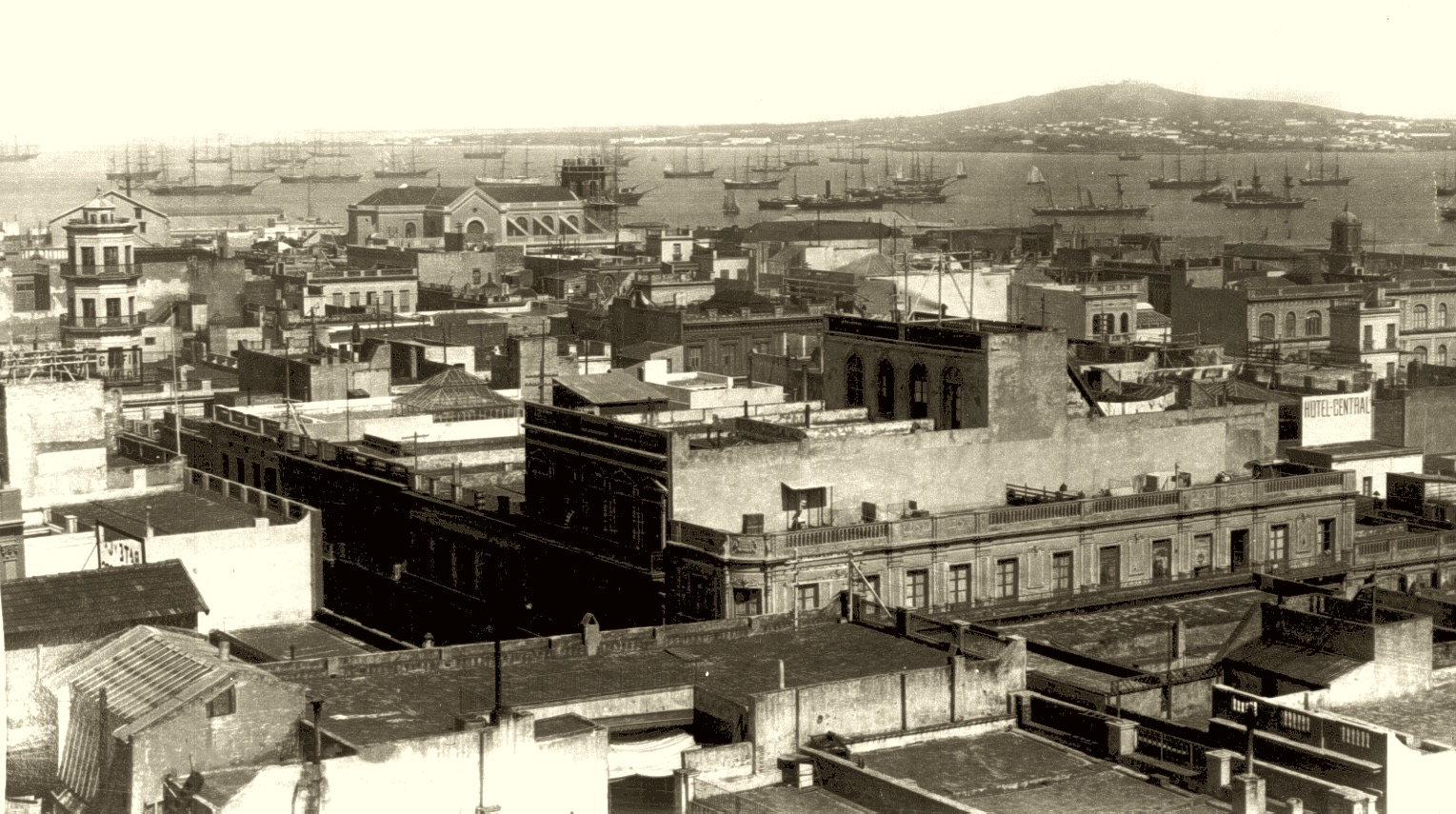
ウルグアイの首都モンテビデオ、1865年。

ブラジル軍の注目をモンテビデオ包囲から逸らすべく、ブランコ党政府はバシリオ・ムニョス将軍（Basilio Muñoz）率いる「ウルグアイ共和国後衛軍」1,500人にブラジル侵攻を命じた。1865年1月27日、ムニョスは国境を越えて、ブラジルの国民衛兵の騎兵500人と交戦した。ブラジル軍はジャグアランまで撤退、国民衛兵の歩兵90人と合流して大急ぎで塹壕を掘った。ほかにも小型蒸気船2隻と大型船1隻（それぞれ大砲1門）が守備に就いた。ムニョスはジャグアランの戦いでジャグアランを攻撃したが防がれ、続いて短期間包囲して駐留軍の指揮官マヌエル・ペレイラ・ヴァルガス大佐（Manuel Pereira Vargas）に降伏を勧告したが拒否された。1月28日の早朝、ムニョスはウルグアイに向けて撤退、途中で略奪を行ったり、発見した奴隷を連行したりした。
2月2日、タマンダレは各国の外交官に対し、モンテビデオが海上封鎖され、包囲されていると宣言した。モンテビデオの守備軍は戦闘経験の少ない兵士3,500人から4,000人で、40門あった大砲は口径がバラバラであった。2月16日、南方軍はバイーア州からの第8カサドーレス大隊（Caçadores、「射手」）1,228人の増援を受け、人数が8,116人に増えた。ソウサ・ネト率いるガウチョはそれより数週間前に本軍と別行動をとり、ムニョスの軍勢を追撃した。イギリス人とフランス人はブエノスアイレスに避難した。「外国人の大規模な出国はモンテビデオに残った人々にはじめて恐怖を感じさせた。同市に対する大規模な強襲が不可避であると全員が同意した」。しかし、パラーニョスもブラジル政府もモンテビデオを破壊して他国からの非難を受けたくなかった。
2月15日、アギレの任期が終結した。アマポラスの要望に反し、上院はアギレの後任にトマス・ビリャルバを選出した。ビリャルバの要請により、フランス、イタリア、スペイン部隊がモンテビデオに上陸、ブランコ党急進派がクーデターを企まないよう威嚇した。ビリャルバはフローレスとパラーニョスと交渉を開始した。イタリアの弁理公使ラッファエーレ・ウリッセ・バルボラーニが仲介役を務めた。交渉の結果、フローレスとビリャルバの代表マヌエル・エレーラ・イ・オベスは2月20日にビリャ・デ・ラ・ウニオンで平和合意を締結した。ブランコ党、コロラド党ともに恩赦を受けることを定めたほか、ビリャルバは選挙が行われるまで大統領職を暫定的にフローレスに譲った。

## その後

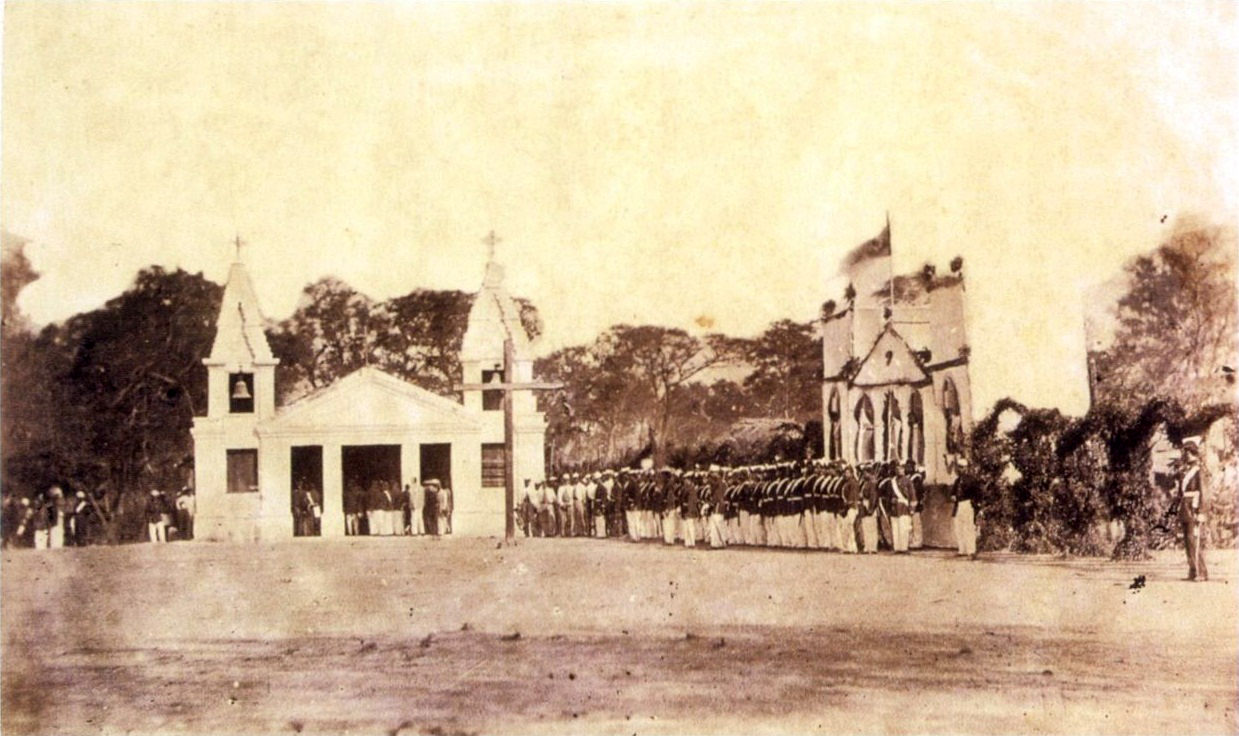
リオグランデ・ド・スル州から前線に向かうブラジル兵士、1865年。

3月初、フローレスはコロラド党のみで構成された内閣を組閣、中にはブランコ党のレアンドロ・ゴメスの兄弟も入閣した（大蔵相フアン・ラモン・ゴメス（Juan Ramón Gómez））。フローレスはフシオニスタやブランコ党と関連する官僚全員を追放した。ブランコ党員である士官や兵士は職を解かれ、代わりにコロラド党員か親ブラジル派でフローレスに味方した者が任命された。コロラド党を称える記念行事が行われ、「キンテロスの殉教者」の記念碑が立てられた。解放十字軍による損失は不明だった。フローレスの軍勢は死傷者450人を出したが、飢饉や疫病で死亡した一般人の数は不明で、経済に及ぼした影響も不明だった。直後のパラグアイ戦争の損失が莫大だったため、ウルグアイ戦争での損失に注目する歴史家は少なかった。
ペレイラ・ピントが届けた終戦の報せはリオデジャネイロで歓迎された。ブラジル皇帝ペドロ2世は街中で数千人の市民に囲まれて歓呼を受けた。しかし、新聞で2月20日の協定がブラジルの国益を損するものであると報じられると、世論の風向きが変わり、内閣が批判された。子爵に引き上げられたタマンダレとサン・ガブリエル男爵に叙されたバレトは平和合意を支持したが、タマンダレは直後に翻意した。野党の一員だったパラーニョスは皇帝と政府のスケープゴートにされ、リオデジャネイロに召還された。しかし、後にパラーニョスの無実が判明した。彼はブラジルの主張を通しただけでなく、数千人の死を避けることで、ウルグアイを憤慨している疑わしい同盟国ではなく、自発的な同盟国にしたのである。ウルグアイは直後のパラグアイ戦争でブラジルに重要な軍事基地を提供した。
ウルグアイ戦争での勝利はブラジルとアルゼンチンに利益も弊害ももたらした。ブラジル政府が予想したように、ウルグアイ戦争は短期間に簡単に終わり、ウルグアイ政府を友好的な政権に変えた。公式の損害数は陸軍と海軍の合計で戦死109、負傷439、行方不明1であり、疫病による死者は不明であった。歴史家のジョゼ・ベルナルディーノ・ボルマンは戦死204、負傷411、行方不明1とした。ウルグアイ戦争はその恐ろしい影響がなければ、ブラジルの大成功だったのであろう。ブラジルは示威どころか軍事的に弱体であることを露呈し、意気盛んなパラグアイはそれを利用した。一方、アルゼンチンではバルトロメ・ミトレの予想が外れた。確かに同盟者を政権に据えることには成功したが、開戦時点でのリスクもコストも少ないとの予想は錯覚だった。ウルグアイ戦争の結果、パラグアイがブラジルとアルゼンチンを攻撃して、長く破壊的なパラグアイ戦争が勃発した。